# Liste der Biografien/Schmide
Liste der Biografien |
Portal Biografien |
Personensuche
# |
A |
B |
C |
D |
E |
F |
G |
H |
I |
J |
K |
L |
M |
N |
O |
P |
Q |
R |
S |
T |
U |
V |
W |
X |
Y |
Z |
?
 
Sa |
Sb |
Sc |
Sd |
Se |
Sf |
Sg |
Sh |
Si |
Sj |
Sk |
Sl |
Sm |
Sn |
So |
Sp |
Sq |
Sr |
Ss |
St |
Su |
Sv |
Sw |
Sy |
Sz
 
Sca–Sce |
Sch |
Sci–Scz
 
Scha |
Schc |
Schd |
Sche |
Schg |
Schi |
Schj |
Schk |
Schl |
Schm |
Schn |
Scho |
Schp |
Schr |
Schs |
Scht |
Schu |
Schv |
Schw |
Schy
 
Schma |
Schme |
Schmi |
Schmo |
Schmu |
Schmy
 
Schmic |
Schmid |
Schmie |
Schmig |
Schmik |
Schmil |
Schmin |
Schmir |
Schmis |
Schmit
 
Schmida |
Schmidb |
Schmide |
Schmidf |
Schmidg |
Schmidh |
Schmidi |
Schmidj |
Schmidk |
Schmidl |
Schmidm |
Schmidp |
Schmidr |
Schmids |
Schmidt |
Schmid, A |
Schmid, B |
Schmid, C |
Schmid, D |
Schmid, E |
Schmid, F |
Schmid, G |
Schmid, H |
Schmid, I |
Schmid, J |
Schmid, K |
Schmid, L |
Schmid, M |
Schmid, N |
Schmid, O |
Schmid, P |
Schmid, R |
Schmid, S |
Schmid, T |
Schmid, U |
Schmid, V |
Schmid, W |
Schmid, Y
Die Liste der Biografien führt alle Personen auf, die in der deutschsprachigen Wikipedia einen Artikel haben. Dieses ist eine Teilliste mit 22 Einträgen von Personen, deren Namen mit den Buchstaben „Schmide“ beginnt.

## Schmide

### Schmideb
- Schmideberg, Melitta (1904–1983), österreichisch-britische Psychoanalytikerin und Tochter von Melanie Klein

### Schmideg
- Schmideg, Benjamin (* 1986), australischer Schauspieler
- Schmidegg, Irma (1901–1991), österreichische Skirennläuferin

### Schmidel
- Schmidel, Casimir Christoph (1718–1792), deutscher Arzt, Sammler und Botaniker
- Schmideler, Sebastian (* 1979), deutscher Literaturwissenschaftler

### Schmiden
- Schmidenstet, Hartwig (1539–1595), deutscher Rhetoriker

### Schmider
- Schmider, Bernd (1955–2014), deutscher Fußballspieler und -trainer
- Schmider, Christoph (* 1960), deutscher Archivar und Archivdirektor der Erzdiözese Freiburg
- Schmider, Erwin (* 1938), deutscher Motorradsportler
- Schmider, Franz Anton (1817–1891), Schillernde Figur der Biedermeierzeit
- Schmider, Karl (1935–2022), deutscher Komponist, Dirigent, Lehrer und Organist
- Schmider, Klaus (* 1966), deutscher Militärhistoriker
- Schmider, Manfred (* 1949), deutscher Unternehmer
- Schmider, Rico (* 1991), deutscher Fußballspieler
- Schmider, Roland (* 1940), deutscher Fußballfunktionär, Präsident des KSC (1974–2000)
- Schmiderer, Daniela (* 1992), österreichische Fernsehmoderatorin
- Schmiderer, Josef (1845–1927), österreichischer Politiker
- Schmiderer, Joseph Ignaz (1755–1830), Mediziner und Hochschullehrer
- Schmiderer, Othmar (* 1954), österreichischer Regisseur und Kameramann
- Schmiderer, Patrick (* 1983), österreichischer Musikproduzent, Komponist, Songwriter und Betreiber eines Musiklabels, Tonstudios und Musikverlages
- Schmiderer, Simon (1911–2001), österreichischer Architekt und Emigrant aufgrund des NS-Regimes

### Schmidet
- Schmidetzki, Walter (* 1913), deutscher SS-Obersturmführer und NS-KriegsverbrecherWalter Schmidetzki (* 1913)

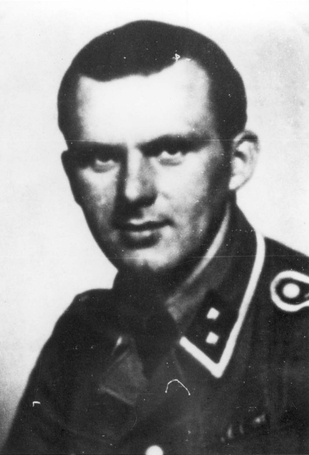
Walter Schmidetzki (* 1913)